# خيارات إعالة الطفل
خيارات إعالة الطفل هي خدمة المعلومات والدعم التي تقدم مساعدة مجانية وحيادية للآباء المنفصلين في بريطانيا العظمى بحيث يمكنهم اتخاذ خيارات مدروسة حيال إعالة الطفل.
وتناقش الخدمة الخيارات المختلفة المتاحة للأسر المنفصلة بشأن إعالة الأطفال.

## نبذة حول الخدمة
تقدم خيارات إعالة الطفل للوالدين المنفصلين المعلومات التي يحتاجونها لوضع اتفاق الإعالة الأنسب لاحتياجاتهم. وهو ما قد يكون اتفاقًا عائليًا (ويطلق عليه أيضًا اتفاق خاص)، وهو اتفاق يتم بموجب نظام نفقة الطفل القانونية التي وضعتها الحكومة البريطانية  (تديره حاليًا وكالة دعم الطفل، أو CSA) أو قرار تراض تصدره المحكمة (أو محضر الاتفاق في اسكتلندا).
كما أن هناك مجموعة متنوعة من الأدوات على موقعها على الإنترنت لمساعدة الآباء المنفصلين على التوصل إلى اتفاق عائلي. ويشمل هذا تشمل دليلاً للمناقشة، وحزمة اتفاقيات عائلية، ومقاطع فيديو لدراسات حالة للآباء والأمهات الذين استخدموا الخدمة، فضلاً عن مجموعة من المنشورات.
ويمكن للخدمة أيضًا أن تمنح العملاء الحساب التقديري لمبلغ الإعالة الذي يجب دفعه عند استخدام وكالة دعم الطفل. ويستند هذا التقدير على النموذج الخاص بالوكالة، والتي تأخذ في الاعتبار عوامل مثل الرعاية المشتركة والدخل والأطفال الآخرين. كما يمكن للوالدين استخدام تقديرهما كأساس للتوصل إلى مبلغ الإعالة المناسب بين بعضهما البعض. كما أن هذه الخدمة تتميز بحاسبة للتوصل إلى إعالة الطفل على الإنترنت يمكن لأي شخص استخدامها.
وتساعد الخدمة أيضًا في مجموعة من قضايا الانفصال الأشمل مثل السكن ورعاية الأطفال والمسائل القانونية والديون، كما تتمتع بوجود صلات لها مع المنظمات الأخرى وخدمات الدعم التي توصي بها للعملاء.
وبالإضافة إلى الوالدين المنفصلين، تتوفر الخدمة للأجداد وغيرهم من أقارب وأصدقاء الأسر المنفصلة، والأشخاص الذين لديهم اهتمام مهني بمعرفة المزيد عن إعالة الطفل، وغيرها.

## تاريخ خدمة خيارات إعالة الطفل
في يوليو 2006، ذكر السير ديفيد هينشو النتائج التي توصل إليها بعد الاستعراض الأساسي لأنظمة دعم الطفل في المملكة المتحدة، والتي قام بها على مدى الأشهر الستة السابقة.
وكانت إحدى توصيات تقريره أن أي إستراتيجية حكومية لدعم الطفل ينبغي أن تتضمن كواحد من مبادئها الرئيسية توفير المعلومات والدعم لمساعدة الوالدين على الالتزام بمسؤولياتهما المتعلقة بإعالة الطفل.
وقد تأسست لجنة إعالة الطفل والإنفاذ عام 2008، وهي المسؤولة حاليًا عن نظام إعالة الأطفال في بريطانيا العظمى. وكان الهدف الأساسي منها زيادة عدد اتفاقيات إعالة الطفل الفعالة والرسم القانوني لتوفير المعلومات وخدمة الإرشاد. أطلقت خيارات إعالة الطفل في يوليو 2008 للوفاء بهذا الرسم القانوني.
هذا ويوجد ما يقرب من 200 خبير في خدمة خيارات إعالة الطفل للرد على استفسارات الجمهور بالهاتف، وعن طريق البريد الإلكتروني، أو الدعم المباشر عند الحاجة.
وفي 2010، أجرت خدمة خيارات إعالة الطفل حملة ترويجية وطنية، تشمل التلفزيون والراديو وإعلانات الإنترنت والإعلانات المطبوعة. وهذا بدوره أدى إلى وصول 66500 مكالمة إلى الخدمة، وهو ما يدل على الطلب المتزايد على هذا النوع من الدعم.

## نتائج خيارات إعالة الطفل
اعتبارًا من سبتمبر 2010، تعاملت خيارات إعالة الطفل مع أكثر من 500000 اتصال ناجح (أي محادثة ذات مغزى حول إعالة الطفل)، وأكثر من مليون زيارة على موقعها على الإنترنت.
وفي مارس 2011، كان حوالي 91000 طفل يستفيدون من الاتفاقيات القائمة على الأسرة، والتي اعتمدها الآباء المنفصلون بعد التواصل مع الخدمة.
وقد تجلى نجاح خدمة الخيارات هذه في عام 2010 من خلال نجاحها في الفوز بجائزة تميز الخدمة العالمية لرابطة مراكز الاتصال فيما يتعلق بأفضل شراكة تتصل بالاستعانة بالمصادر الخارجية، فضلا عن كونها ترشحت إلى المراتب الثلاث النهائية في جائزة أفضل خدمة عامة لجوائز الخدمة المدنية لعام 2010.

## وصلات خارجية
- Child Maintenance Options official website
- The Henshaw Report
- Strengthening families, promoting parental responsibility:the future of child maintenance (Government green paper)

‌